# Собор Святого Павла (Гатчина)
Собо́р свято́го апо́стола Па́вла (Павловский собор) — православный храм в городе Гатчине, кафедральный собор Гатчинской епархии Русской православной церкви и центральный храм Гатчинского городского благочиния. Настоятель — протоиерей Владимир Феер.

## История
До середины XIX века приходской церковью Гатчины служила госпитальная церковь святого апостола Павла, построенная в 1823 году. Этого храма было достаточно для небольшого населения города.
С начала 1840-х годов в городе стали проводиться ежегодные военные манёвры, наметился быстрый рост его населения. А в 1845 году был утверждён новый план Гатчины, значительно расширивший её территорию. Городской доминантой должен был стать собор. В 1845 году главноуправляющий Царского Села Яков Захаржевский уведомил Гатчинское дворцовое управление, что Николай I повелел выделить сумму на строительство собора с условием, чтобы проектируемый храм был по размеру меньше Царскосельского, но больше Петергофского соборов. Место для постройки — на образовавшемся здесь естественном возвышении на Малогатчинской улице — лично выбрал сам император.
Разработкой проекта в русско-византийском (тоновском) стиле с элементами классицизма занимался Роман Кузьмин. Закладку храма совершил 17 октября 1846 года настоятель гатчинской дворцовой церкви протоиерей Александр Окин в присутствии императора. Строительство собора завершилось летом 1852 года.
29 июня того же года главный престол собора был торжественно освящён во имя святого апостола Павла митрополитом Новгородским и Санкт-Петербургским Никанором (Клементьевским) в присутствии великого князя Константина Николаевича. Оба боковых придела были освящены в тот же день.
В 1891 году при соборе было построено двухэтажное каменное здание церковно-приходской школы для мальчиков и девочек, состоявшей в заведовании соборного настоятеля.
В 1895 году в Гатчине было открыто отделение Братства Пресвятой Богородицы, устроен братский хор и хор певчих при соборе.
В конце XIX века при соборе был учреждён отдельный эстонский причт из священника и псаломщика, совершавший службы на эстонском языке. В 1908 году был устроен отдельный приход с храмом.
При соборе существовало попечительство.
В 1915 году был осуществлён капитальный ремонт собора. Торжественное освящение обновлённого собора 27 сентября 1915 года совершил епископ Ковенский Елевферий (Богоявленский) — родной брат настоятеля собора.
В 1920 году для служб в зимнее время в крипте собора был устроен нижний храм во имя святого Иоанна Крестителя. Он был освящён 24 октября 1920 года митрополитом Вениамином (Казанским).
В 1922—1923 годах причт собора присоединился к обновленчеству.
Богослужения в соборе были прекращены в феврале 1938 года в связи с арестом в ходе Большого террора всех его священнослужителей, хотя официально он был закрыт по постановлению Леноблисполкома от 11 мая 1939 года. Имущество собора было конфисковано. Иконостас, разобранный на дрова, был приобретён и сохранён жительницей Гатчины прихожанкой собора Варварой Прозоровой (1876—1957). В 1939—1940 годах в здании начали сооружать межэтажное перекрытие, при этом колонны в интерьере были вырублены от пола на половину высоты.

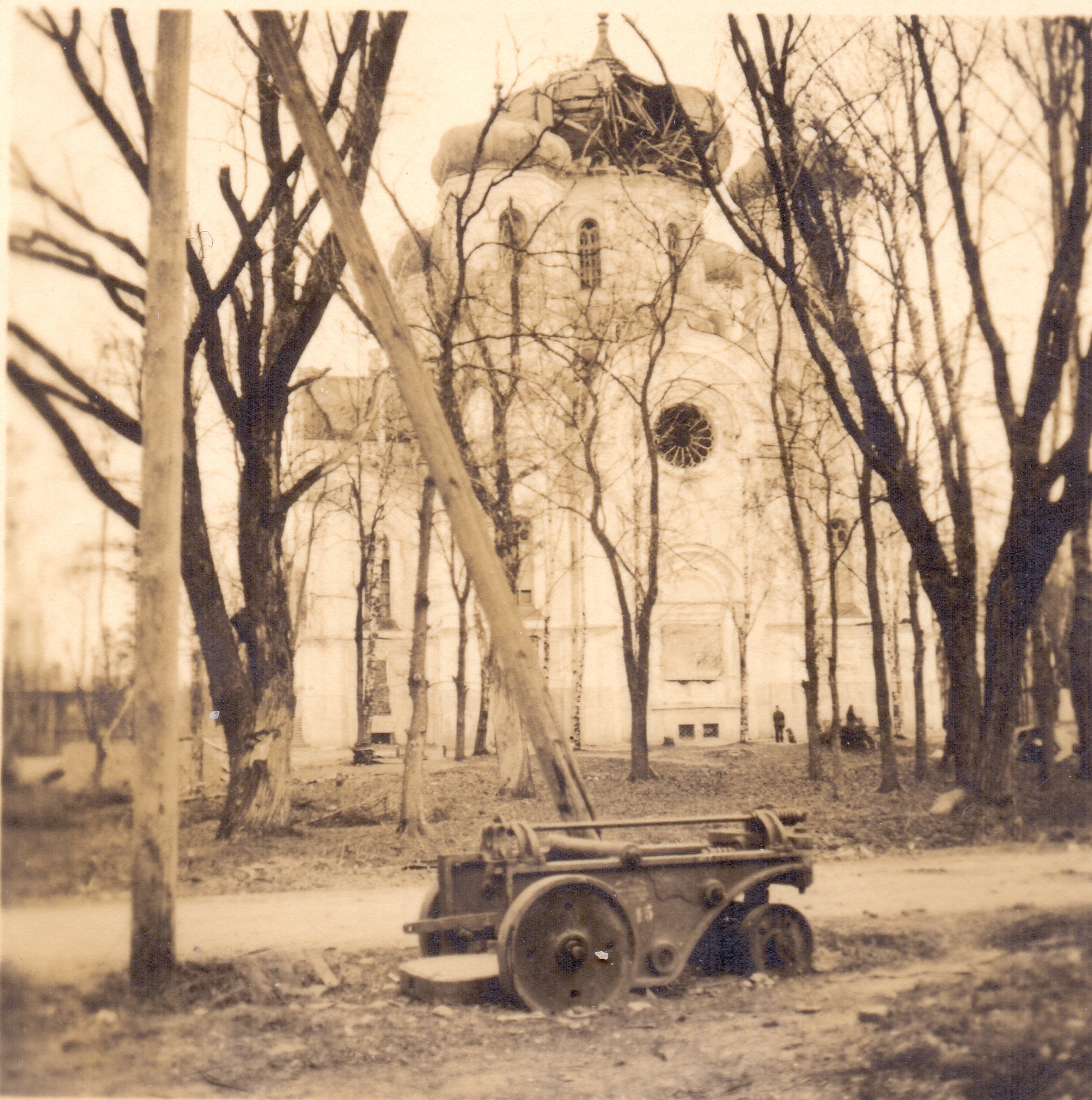
Собор Святого Апостола Павла в 1941—1943 годах

Осенью 1941 года после оккупации города немецкими войсками в подвальном приделе собора были возобновлены богослужения.
В 1944 году, когда Гатчина была освобождена воинами Советской Армии, соборный приход был зарегистрирован как «фактически действующий». Собор посетил митрополит Ленинградский Алексий (Симанский) и благословил начало ремонта верхнего храма. Вскоре там был устроен временный фанерный иконостас.

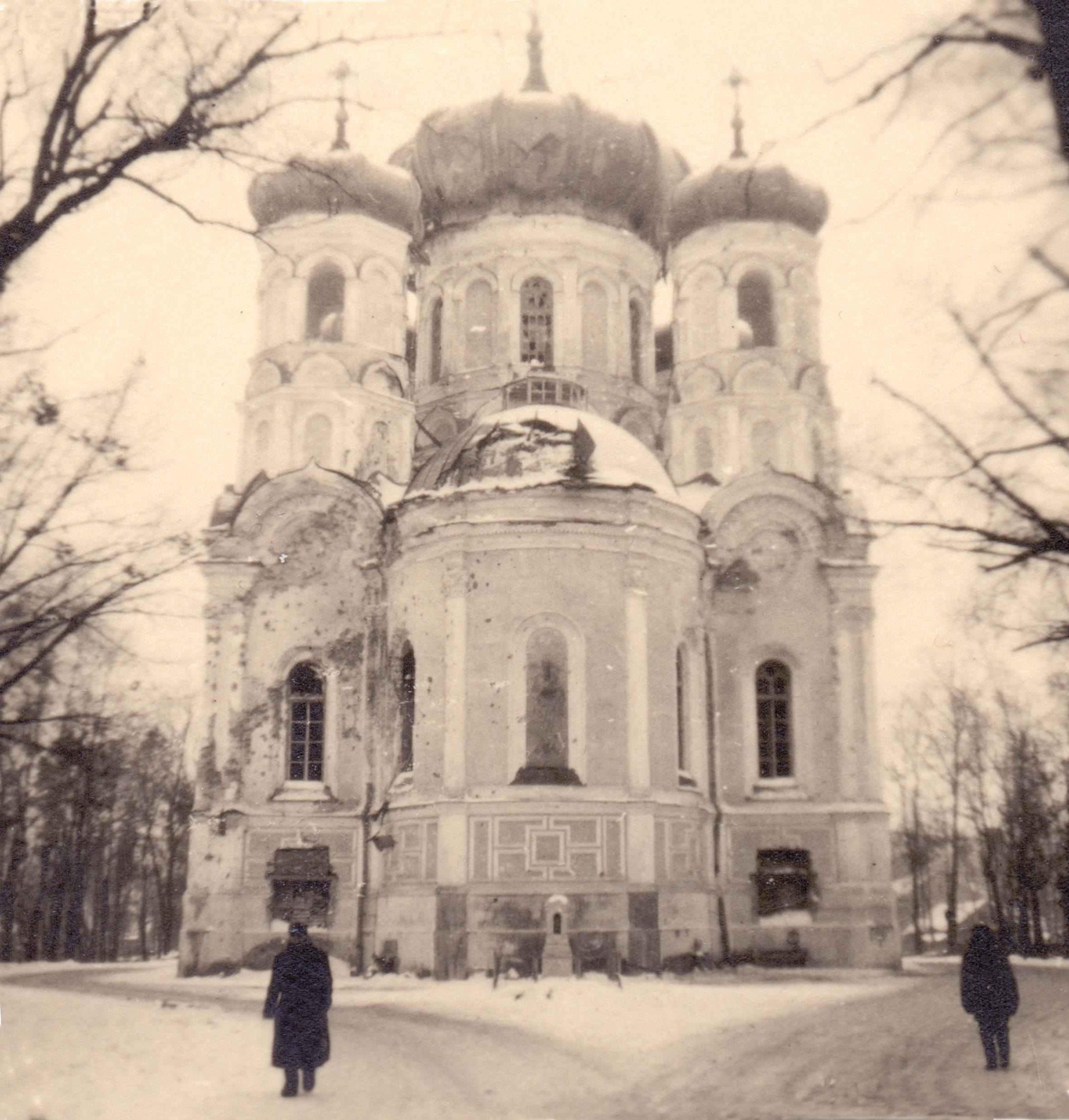
Собор Святого Апостола Павла в 1941—1943 годах

30 декабря 1946 года в нижнем храме настоятелем Николо-Богоявленского морского собора Ленинграда протоиереем Павлом Тарасовым был освящён небольшой правый придел во имя иконы Божией Матери «Утоли Моя Печали». Главный придел нижнего храма во имя Иоанна Крестителя после установки нового иконостаса был заново торжественно освящён 31 октября 1948 года епископом Лужским Симеоном (Бычковым).
Полное восстановление собора осуществлялось позднее, в 1946—1949 годах. В результате реставрационных работ интерьеру собора почти полностью возвращён первоначальный облик. Иконостас, сохранённый Варварой Прозоровой, был возвращён на прежнее место.
30 октября 1949 года центральный придел собора был торжественно освящён митрополитом Ленинградским и Новгородским Григорием (Чуковым).
12 июля 1952 года собор торжественно праздновал своё 100-летие. Божественную литургию и благодарственный молебен в соборе совершали митрополит Григорий и епископ Таллинский Роман (Танг). 13 июля епископ Роман торжественно освятил восстановленный правый придел во имя святых Константина и Елены.
Восстановленный левый придел Святой Марии Магдалины был торжественно освящён 25 октября 1956 года епископом Старорусским Сергием (Голубцовым).
В 1979 году в соборе повешены новые паникадила: большое, трёхъярусное в главном нефе и два малых, двухъярусных — в боковых.
12 июля 1977 года собор отметил своё 125-летие. К этой годовщине был произведён внешний и внутренний ремонт здания. Божественную литургию в юбилейный храмовый день совершал епископ Тихвинский Мелитон (Соловьёв).
В сентябре 2020 года были начаты масштабные ремонтно-реставрационные работы, направленные на сохранение и воссоздание исторического облика храма, включая цвет стен — светлый серо-зелёный с белой отделкой. При подготовке к реставрации пяти массивных семиметровых четырёхсоткилограммовых крестов в кресте главного купола реставраторами было обнаружено послание потомкам от мастеров, работавших на куполе в 1986 году, с подробным описанием процесса выполненных реставрационных работ.

## Архитектура, убранство

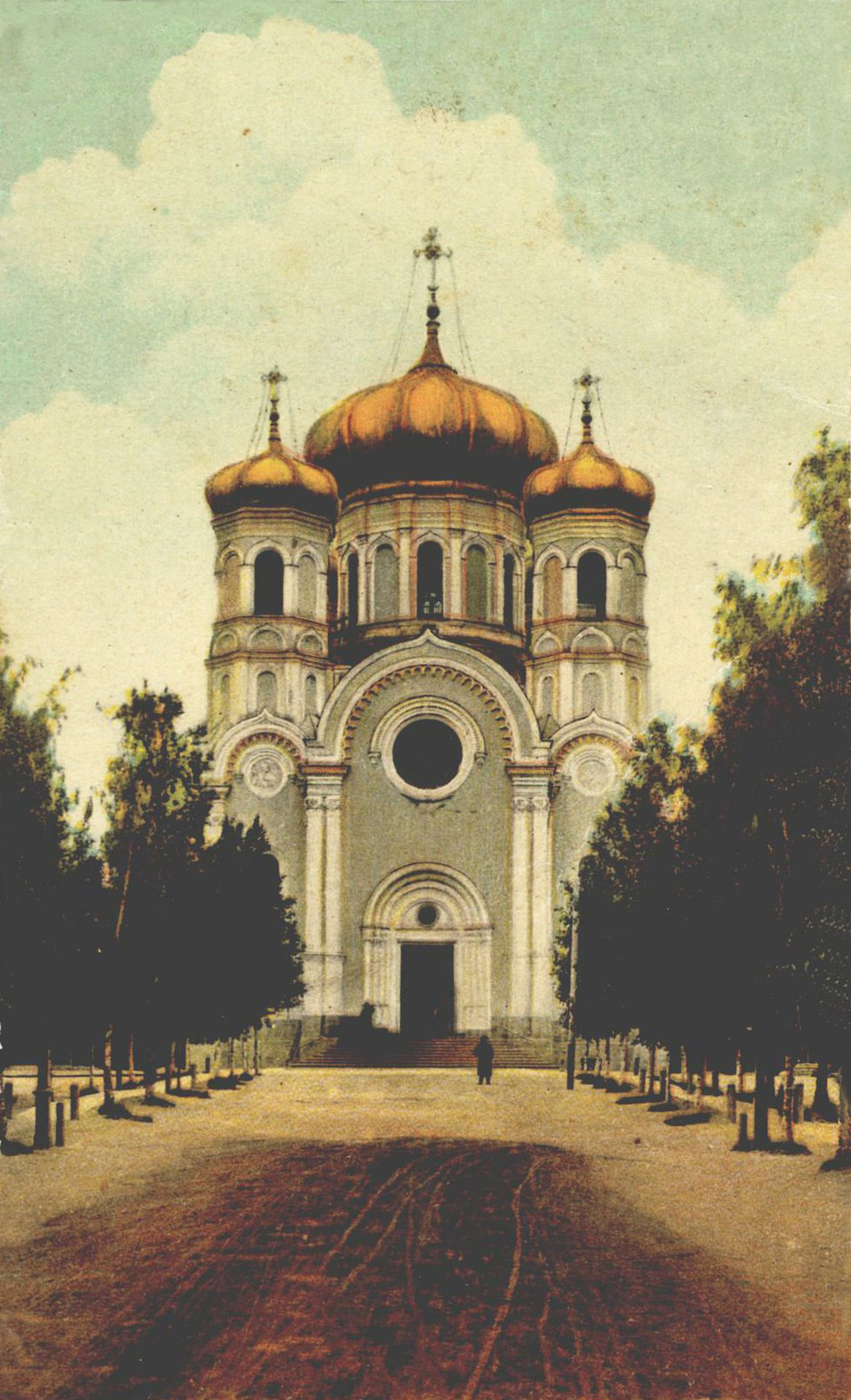
Собор Святого апостола Павла. Фото 1900-х годов

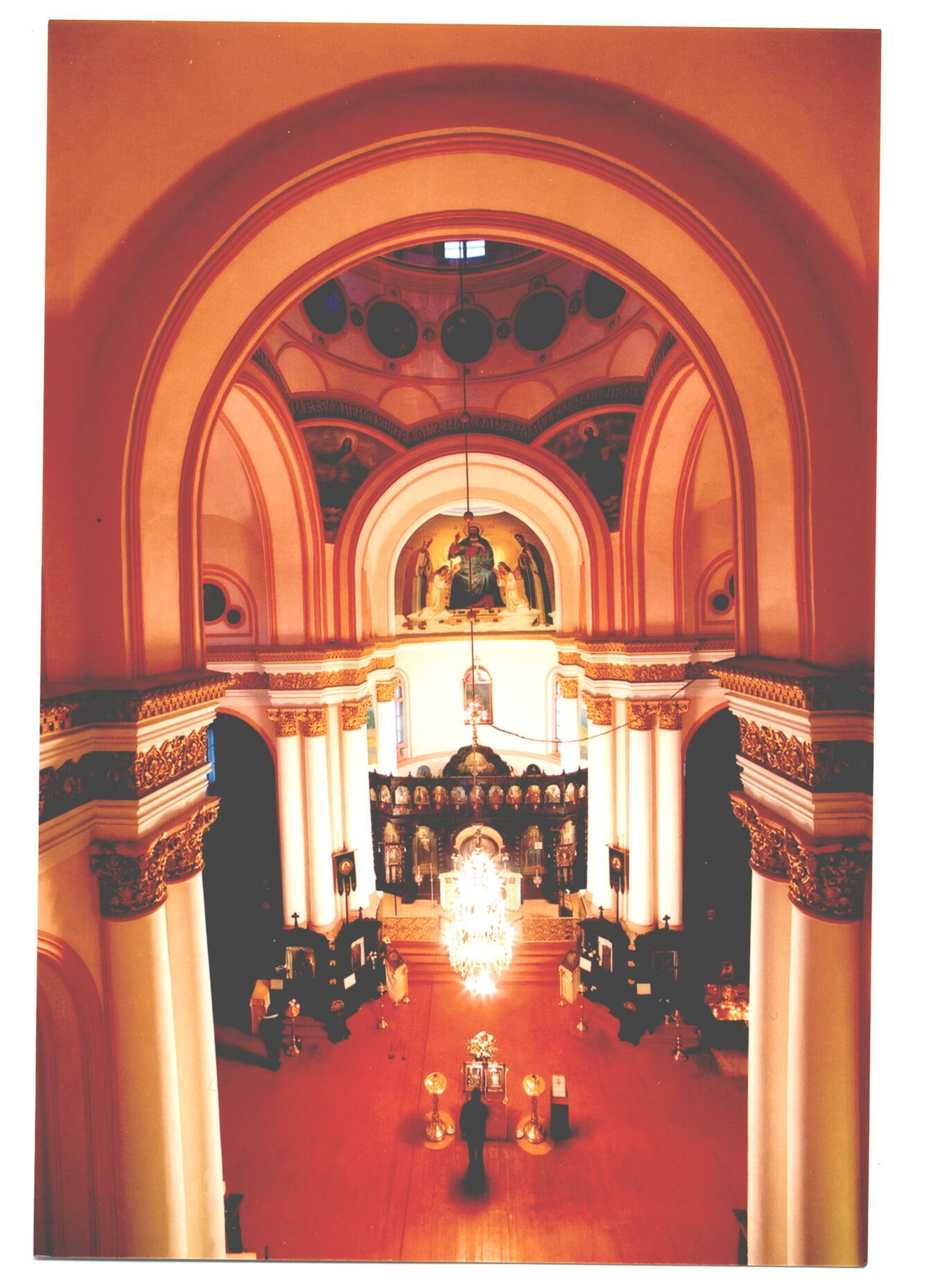
Собор Святого апостола Павла, общий вид

Собор сохранился до настоящего времени практически без изменений.
Собор  — пятиглавый, каменный. Кубическое здание храма стоит на высокой подклети, полукруглая абсида с востока и выступ центральной части западной стены делают его крестообразным в плане. Каждый фасад собора членится сдвоенными пилястрами на три части, средняя из которых почти вдвое шире боковых. Все членения завершены килевидными закомарами. Полуциркульный перспективный портал главного входа с окном-розой. Такие же розы украшают южный и северный фасады.
В тимпанах закомар размещены круглые ниши с горельефными изображениями святых: Петра и Павла, Константина и Елены, Николая Чудотворца и Марии Магдалины. Наружная лепка производилась Т. Дылевым.
Центральный купол  — двенадцатигранный с шестью окнами, раскрыт в храме. Боковые купола меньше по размеру, восьмигранные с четырьмя открытыми окнами; имеют декоративный характер. Два из них являются звонницами. Кресты для куполов с цепями и позолотой были изготовлены на Санкт-Петербургском гальванопластическом и литейном заводе. По личному указанию Николая I купола оставили не золочеными.
Колокола в количестве 9 штук были отлиты на Валдае купцом Стуколкиным. Самый большой из них весил 296 пудов.

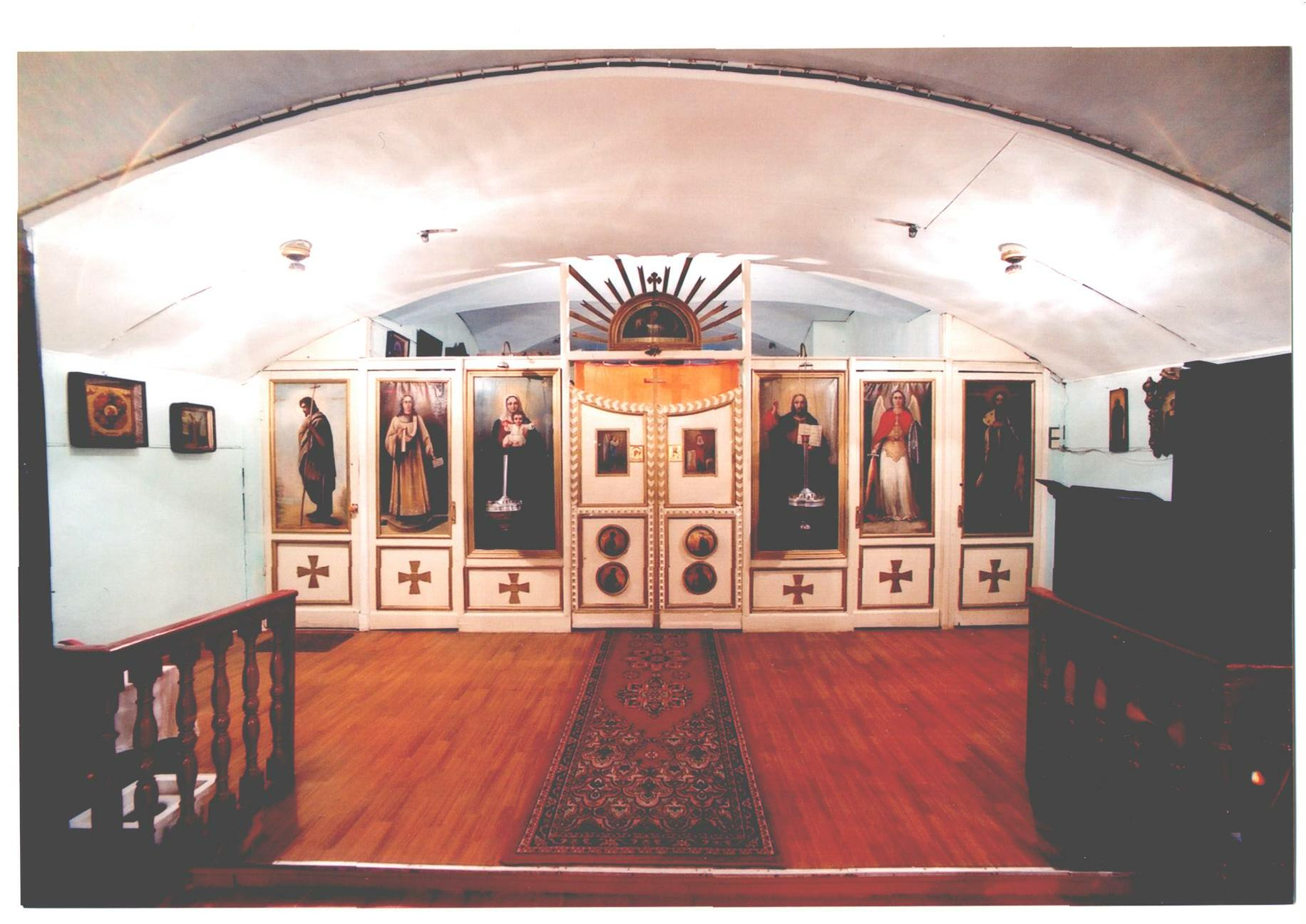
Собор Святого апостола Павла.
Придел святого Иоанна Предтечи

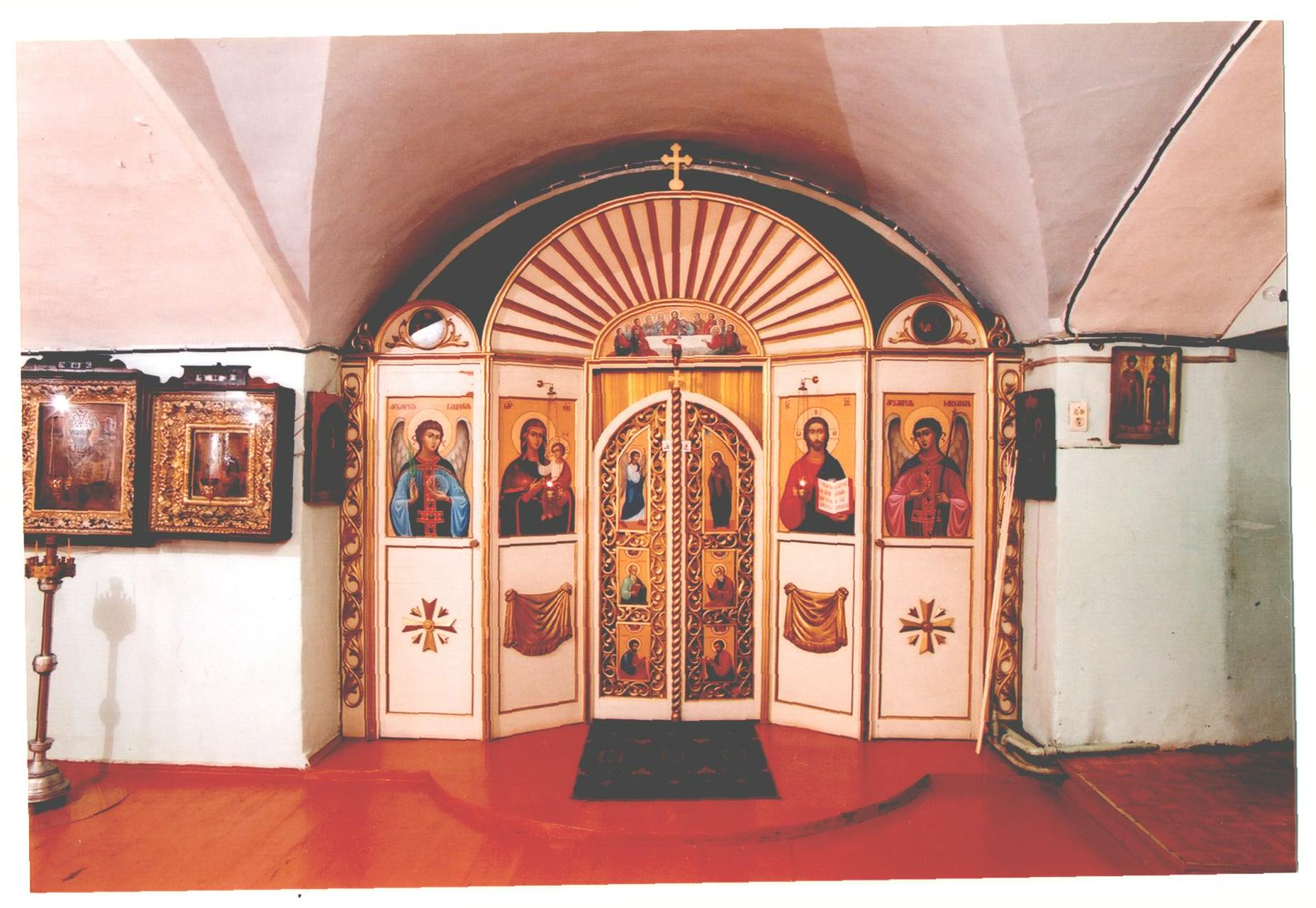
Собор Святого апостола Павла.
Придел иконы Божией Матери
«Утоли моя печали»

Главный престол собора освящён во имя Святого апостола Павла, правый придел — во имя Святых Константина и Елены, левый придел — во имя Марии Магдалины.
Главный и поперечный нефы собора значительно шире и выше угловых компартиментов. Ветви центрального креста украшены большими коринфскими колоннами, спаренными у подкупольных пилонов. Стены собора светло-зеленые. Над притвором устроены хоры, расположенные на большой высоте. Солея поднята на пять ступеней, перед главным иконостасом она значительно шире, чем в приделах.
Иконостасы в соборе были изготовлены по рисунку археолога Ф. Г. Солнцева резчиком Скворцовым из греческого кипариса.
Иконостасы были выполнены двухъярусные, с резьбой и украшениями из красной фольги. Над царскими вратами и над иконами местного чина сделан резной карниз. В главном алтаре в два яруса расположились иконы святых-покровителей членов императорской фамилии. Все иконы живописные были написаны художником Петром Шамшиным. У царских врат среднего иконостаса, по воле Николая I, помещена копия с иконы Филермской Божьей Матери, находившейся в церкви Зимнего дворца (художник Бовин). Остальные иконы иконостаса были написаны Фёдором Бруни, Михаилом Скотти, Фёдором Завьяловым, В. А. Серебряковым, Александром Перницем. Исторические образа иконостаса были утрачены, и, после возобновления служб в храме, были написаны новые.
Ф. С. Завьяловым выполнена также стенная живопись — Спаситель Благословляющий в главном алтаре над престолом, два ангела и апостолы Петр и Павел по обеим сторонам от алтаря, в нишах клиросов — Иоанн Предтеча и пророк Моисей. В куполе — двенадцать пророков и четыре евангелиста работы П. М. Шамшина.
На стенах собора, ближе к выходу, в кипарисовых рамах висели вызолоченные доски, на которых были начертаны названия полков, служивших в Гатчине при Павле и из которых впоследствии был сформирован лейб-гвардии Егерский полк (в 1856—1871 годах — лейб-гвардии Гатчинский полк).

## Святыни и реликвии

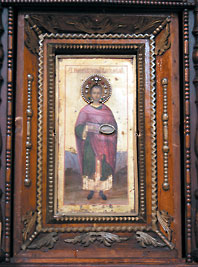
Икона святого Пантелеимона в Гатчинском соборе

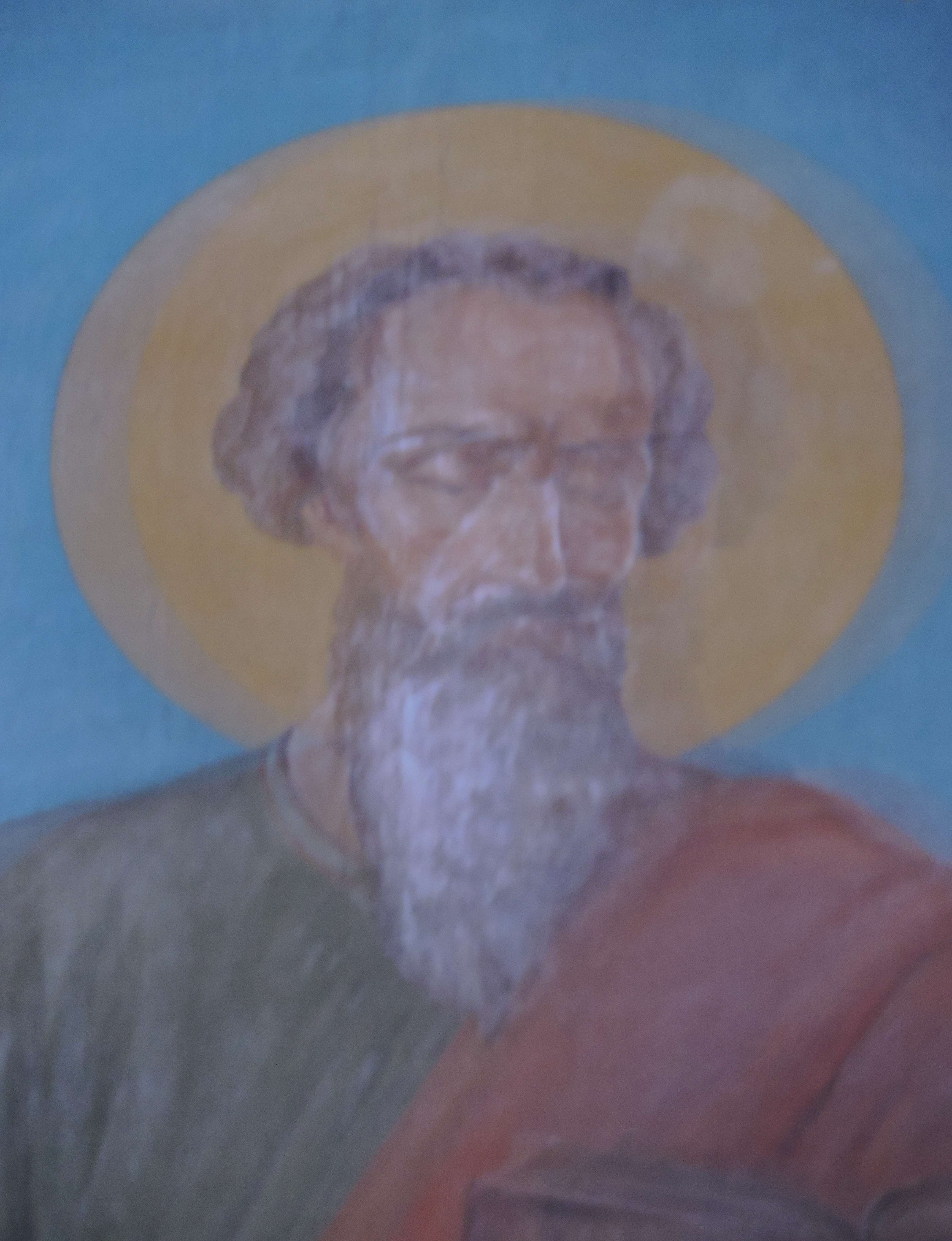
Лик Апостола Павла на апсиде собора

- Икона святого великомученика Пантелеимона, с нагрудной частицей его мощей, пожертвованная 20 августа 1871 года вдовой придворного лакея Агафьей Константиновой в Екатерининский собор в Царском Селе. На серебряной оправе частицы — греческие и грузинские надписи, а также сургучная печать патриарха Анфима. Икона была изъята из Екатерининского собора в марте 1938 года, затем вывезена немцами в Прибалтику. После Великой Отечественной войны возвращена в Ленинград, и митрополит Григорий передал её в собор апостола Павла.
- С собором связана история мальтийских святынь в России: десница св. Иоанна Предтечи, икона Филермской Божией Матери (написанная, по преданию, евангелистом Лукой) и золотой ковчег с частью ризы Господней.

Святыни подарены мальтийскими рыцарями императору Павлу I 12 (25) октября 1799 года в Приоратском дворце в Гатчине, что было приурочено ко дню бракосочетания великой княжны Елены Павловны. Святыни хранились в Приоратском дворце, с октября 1799 по декабрь 1801 года. В 1801 г. они были перенесены в домовую церковь императорской семьи в Зимнем дворце. Начиная с 1852 года, по велению императора Николая Первого, ежегодно 11 октября святыни доставляли из столицы в храм Троицы Живоначальной, домовой церкви императорской семьи в Гатчинском дворце, где совершалось всенощное бдение, а в сам день праздника, 12 октября — ранняя литургия. Затем их переносили крестным ходом в Павловский собор на поклонение верующим, и 22 октября (4 ноября) святыни вновь возвращались в Зимний дворец. В октябре 1917 года, после Октябрьской революции, привезённые в Гатчину святыни не вернулись в Зимний дворец, так как уже не могли быть переданы императору. 6 января 1919 год а (при отходе войск Н. Н. Юденича) святыни были переданы настоятелем о. Иоанном (Богоявленским) прибывшему в Гатчину графу П. Н. Игнатьеву, бывшему министру просвещения, и вывезены в Таллин, в собор Св. Александра Невского. В августе 1919 года были переданы единственной законной владелице, вдовствующей императрице Марии Фёдоровне, и, по её желанию, находились, с 1919 по 1928 г. в Свято-Александро-Невском соборе в Копенгагене. После кончины императрицы 19 октября 1928 года, её дочери, ставшие наследницами святынь, великие княжны Ксения Александровна и Ольга Александровна, передали святыни Русской православной церкви за границей, владыке Антонию Храповицкому, и по 1932 г. святыни находились в кафедральном Воскресенском соборе в Берлине? в 1932 г. были переданы королю Югославии Александру Первому Карагеоргиевичу, «в благодарность за то, что Сербия дала приют многим русским эмигрантам.». С 20 января 1978 года святыни находятся в монастыре Рождества Пресвятой Богородицы в г. Цетине. В соборе были созданы последним перед закрытием храма настоятелем Благовещенским Алексеем Александровичем «копии» святынь: образ Богоматери, живописное изображение кисти десной руки св. Иоанна Крестителя.
- * Икона Божией Матери" Умиление", преподнесённая Государю Императору Николаю Павловичу, 19 сентября 1854 года, Николаем Александровичем Мотовиловым. На иконе сохранилась надпись: «Одна из двух копий с иконы отца Серафима Божией Матери Радости всех радостей всеподданейше представляемых Его Императорскому Величеству и для действующей армии настоящей войне России со всею Эвропою по случаю восточного вопроса на полную всепобеду над всеми врагами ея, чегно из глубины души своей и с нелицемерным усердием желает Его Императорскому Величеству Благочестивейшему Государю Императору Николаю Павловичу Самодержцу Всероссийскому имеющий щастие представлять оные всеподданейший раб Его <…> титулярный советник <…> Николай Александров сын Мотовилов…»
- Серебряные с позолотой венцы и ризы для икон правого придела, подаренные И. А. Ганнибалом.
- Мощи Марии Гатчинской.

## Настоятели
| Настоятели собора                 | Настоятели собора                             |
| Даты                              | Настоятель                                    |
| --------------------------------- | --------------------------------------------- |
| 22 июня 1852 — 2 марта 1890       | протоиерей Владимир Славинский (1824—1890)    |
| 13 апреля 1890 — 27 октября 1891  | священник Александр Вознесенский (1837—1902)  |
| 27 октября 1891 — 20 февраля 1904 | протоиерей Николай Судаков (1853—1905)        |
| 20 февраля 1904 — 8 сентября 1912 | протоиерей Владимир Образцов (1856—1912)      |
| 6 октября 1912 — 3 ноября 1919    | протоиерей Иоанн Богоявленский (1879—1949)    |
| 9 сентября 1920 — 19 ноября 1933  | протоиерей Андрей Шотовский (1860—1933)       |
| 1933 — арестован 24 февраля 1938  | протоиерей Алексий Благовещенский (1873—1938) |
| весна 1938 — сентябрь 1941        | богослужения в соборе не совершались          |
| сентябрь 1941 — август 1942       | протоиерей Александр Петров (1891—1942)       |
| 25 августа 1942 — 5 июня 1949     | протоиерей Феодор Забелин (1868—1949)         |
| 30 июня 1949 — 1 ноября 1949      | протоиерей Павел Тарасов (1899—1971)          |
| 1 ноября 1949 — 3 июня 1955       | протоиерей Петр Белавский (1892—1983)         |
| 10 июня 1955 — 26 мая 1956        | протоиерей Василий Раевский (1889—1974)       |
| 26 мая 1956 — 21 февраля 1973     | протоиерей Иоанн Кондрашов (1918—1989)        |
| 21 февраля 1973 — 31 октября 1974 | игумен Кирилл (Начис) (1920—2008)             |
| 31 октября 1974 — 12 ноября 1976  | протоиерей Иоанн Преображенский (1915—1991)   |
| 12 ноября 1976 — 19 июля 1989     | протоиерей Иоанн Кондрашов (1918—1989)        |
| 15 ноября 1989 — 20 января 1993   | протоиерей Михаил Юримский (род. 1932)        |
| 7 сентября 1993 — настоящее время | протоиерей Владимир Феер (род. 1958)          |

## Традиции
После войны настоятелем собора протоиереем Петром Белавским было восстановлено ежегодное торжественное празднование Дня перенесения мальтийских святынь в Гатчину (12/25 октября). Накануне служилось всенощное бдение. Изображения мальтийских святынь полагались на середине храма. На праздничной утрени, после пения полиелея, священнослужители и прихожане под звон колоколов следовали крестным ходом со святынями из верхнего храма в нижний. Во время шествия пели особое величание: «Величаем тя, Крестителю Спасов Иоанне, и почитаем вси честныя твоея руки пренесение». В нижнем храме заканчивалось бдение, там же обычно служили и раннюю литургию в сам день праздника. Поздняя литургия совершалась архиерейским чином в верхнем храме. А затем ежедневно в течение месяца, до дня отдания праздника, у изображений мальтийских святынь пелись молебны.
В год 200-летия пренесения святынь из Мальты в Гатчину Гатчинское благочиние (благочинный митрофорный протоиерей Владимир Феер) восстановило традицию исторического крестного хода из церкви Живоначальной Троицы Гатчинского дворца в Гатчинский Павловский кафедральный собор. Накануне (24 октября) в дворцовой церкви служится вечерня, после которой совершается крестный ход с частью Древа Животворящего Креста Господня, святыми мощами святого пророка и предтечи Господня Иоанна, копией Филермской иконы Божией Матери и другими святынями в Павловский собор. Здесь служится праздничная утреня, а в сам день праздника — Божественная литургия. Ковчег в виде руки Предтечи с частицей Древа Креста Господня и мощами св. Иоанна Предтечи, а также копия Филермской Божией Матери устанавливаются на середине храма для поклонения верующих.

## Галерея

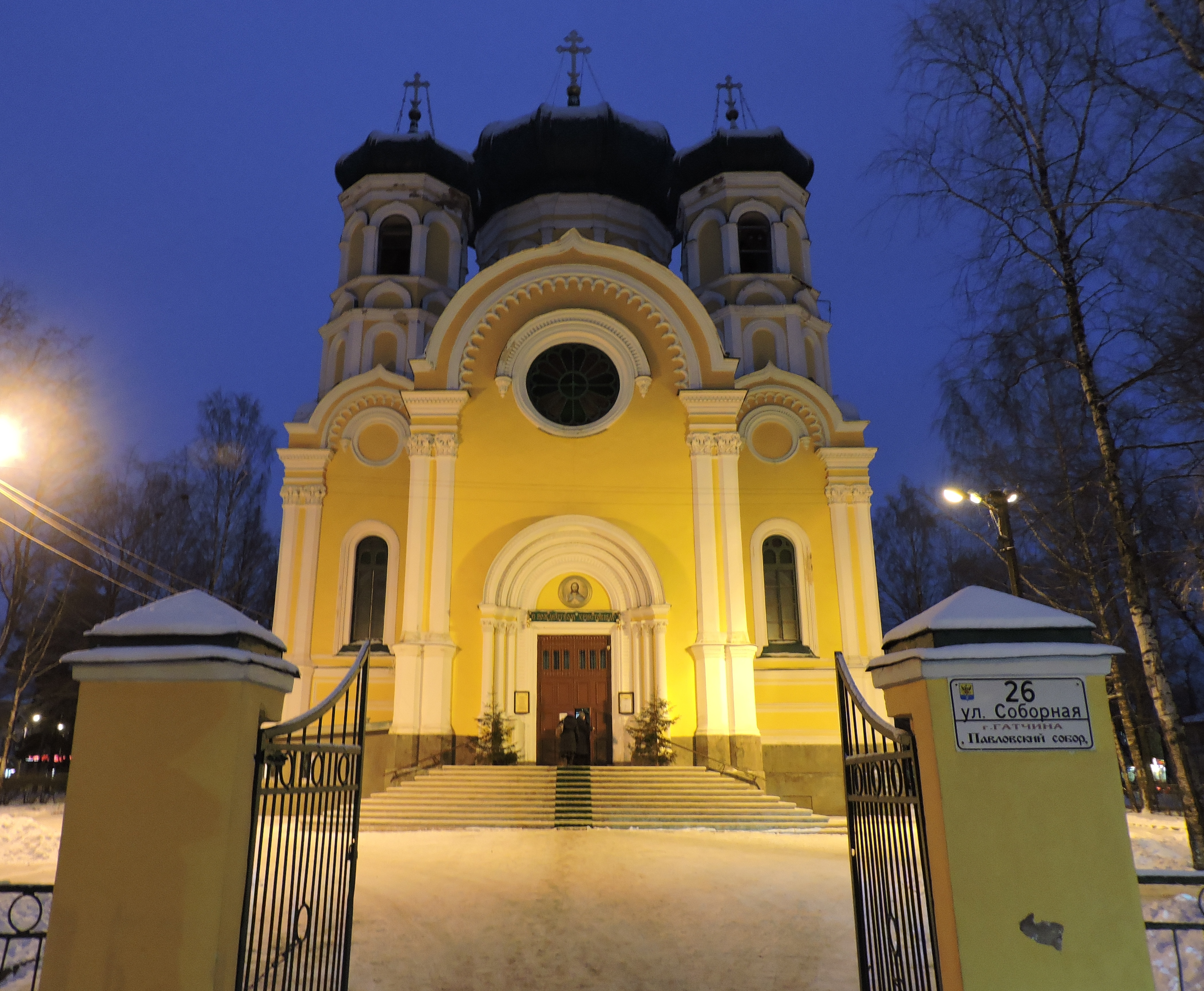
Вечерний вид
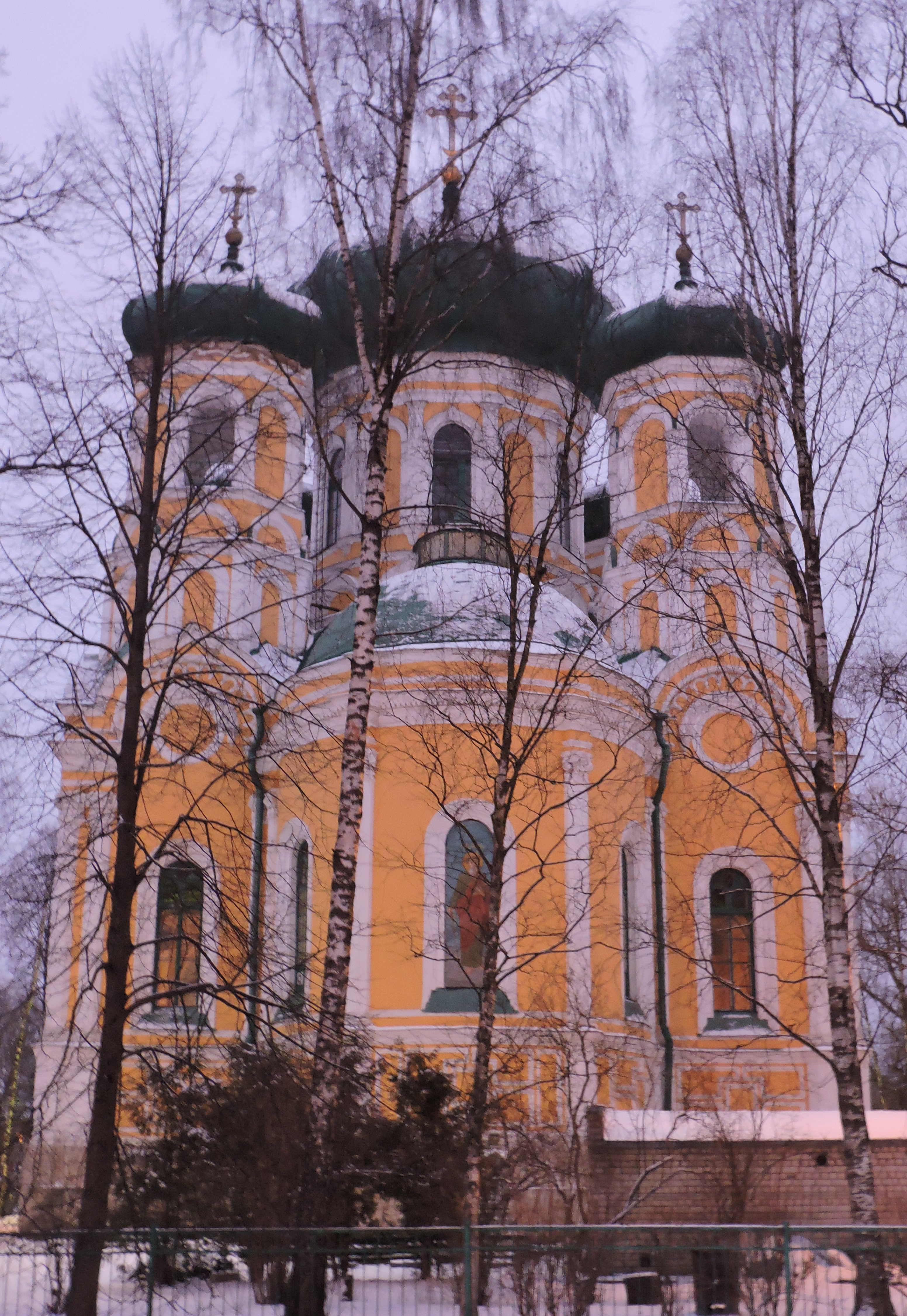
Восточный фасад
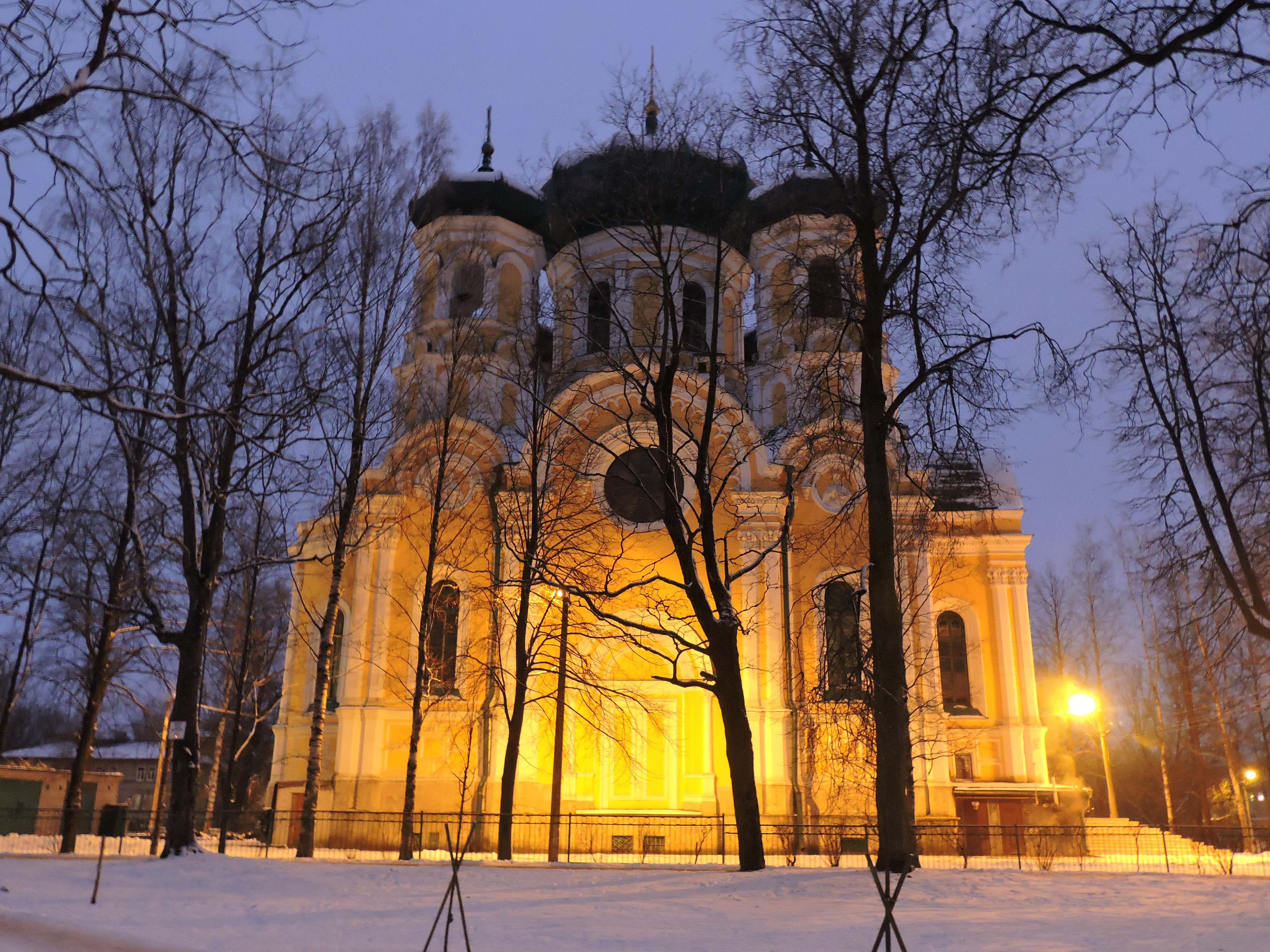
Северный фасад
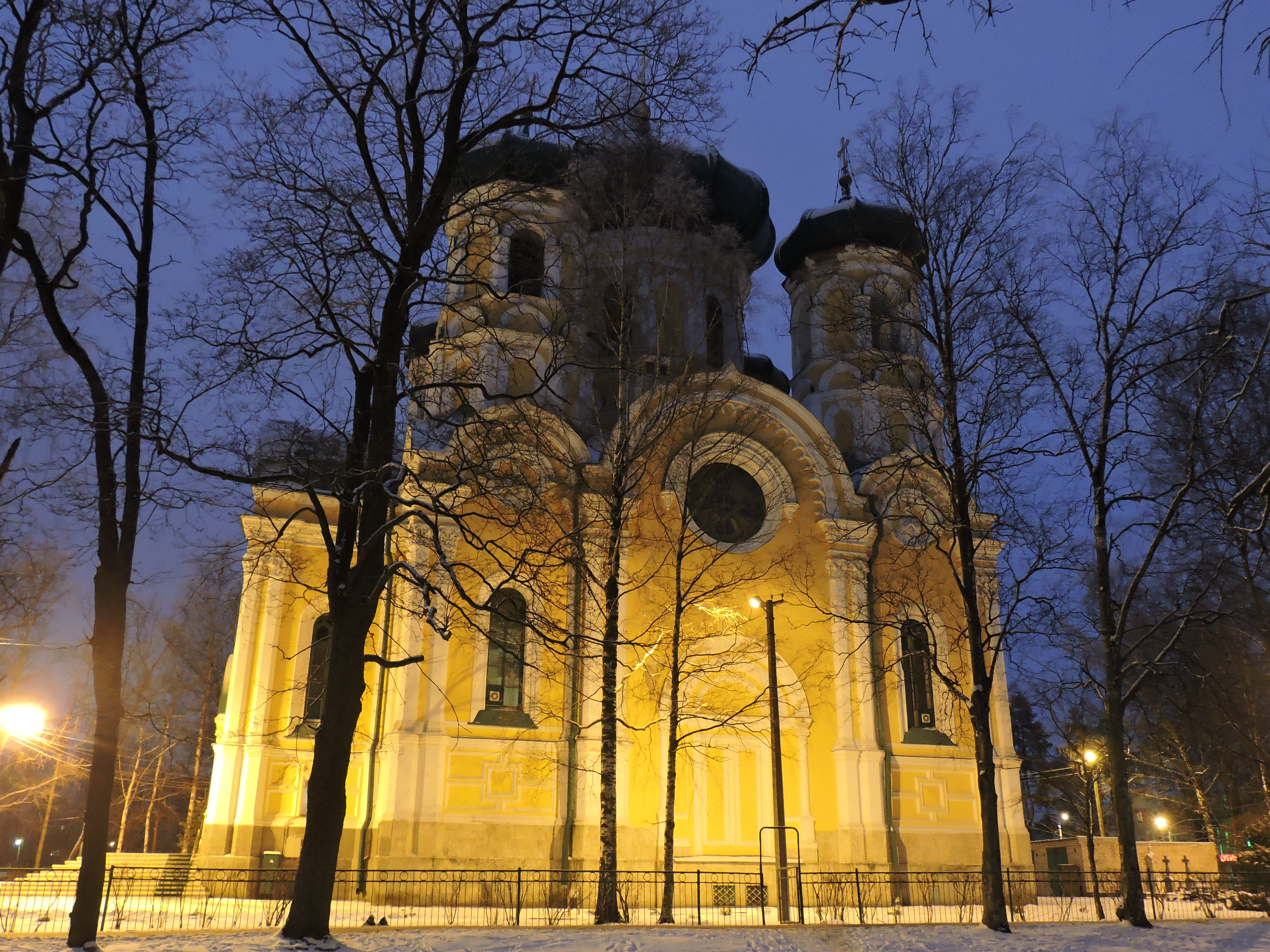
Южный фасад
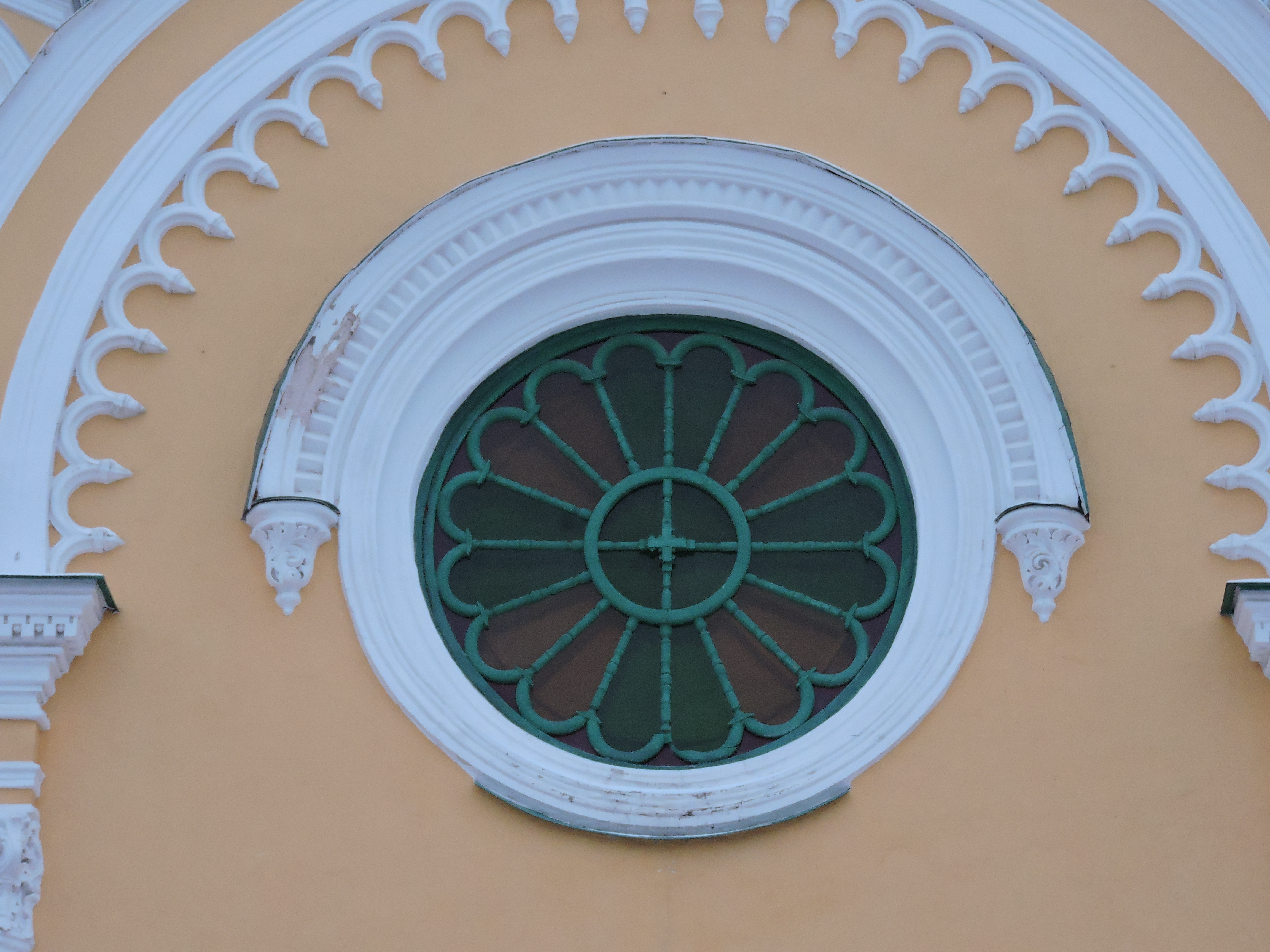
Окно-роза на входом в собор
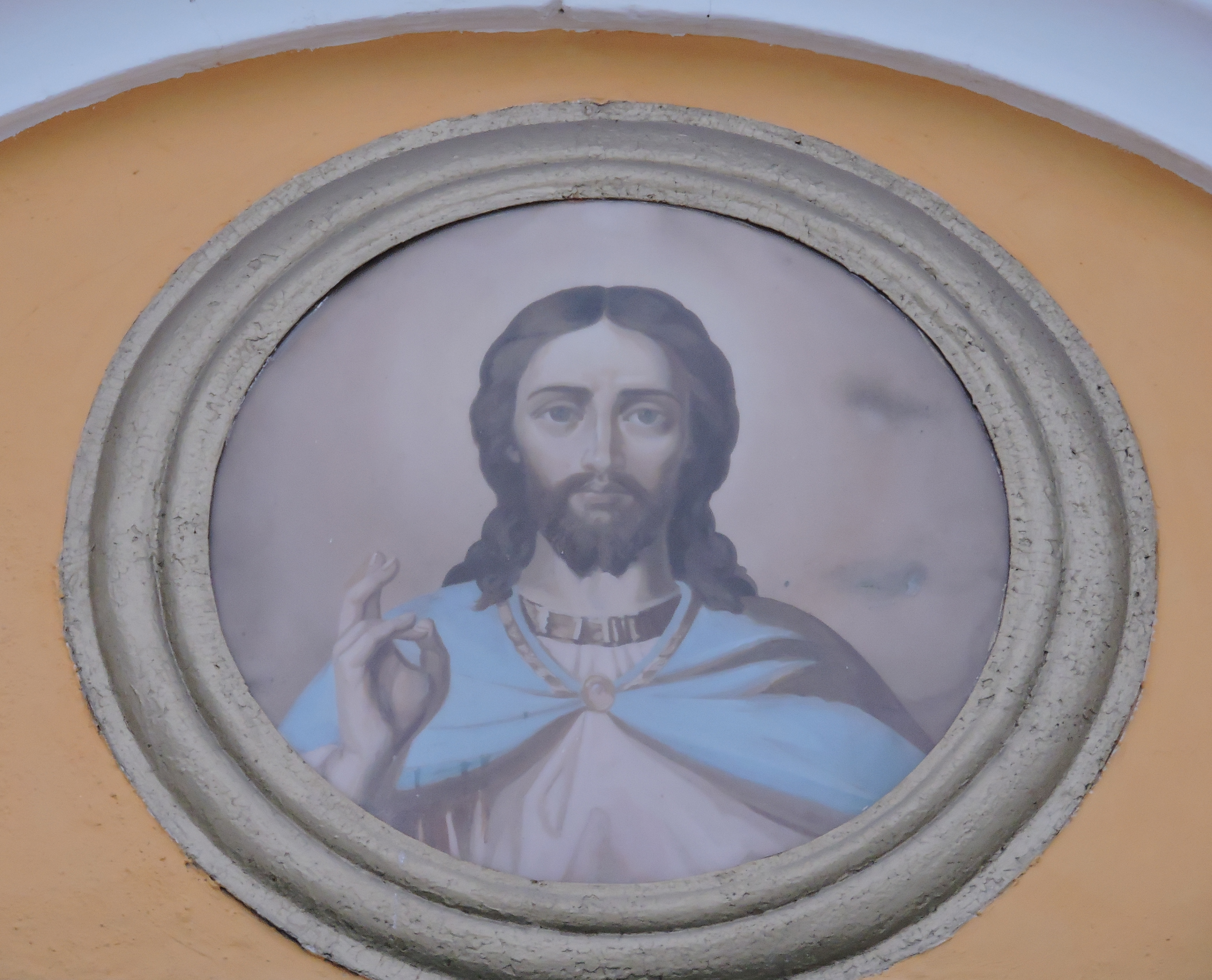
Лик Христа над входом в собор
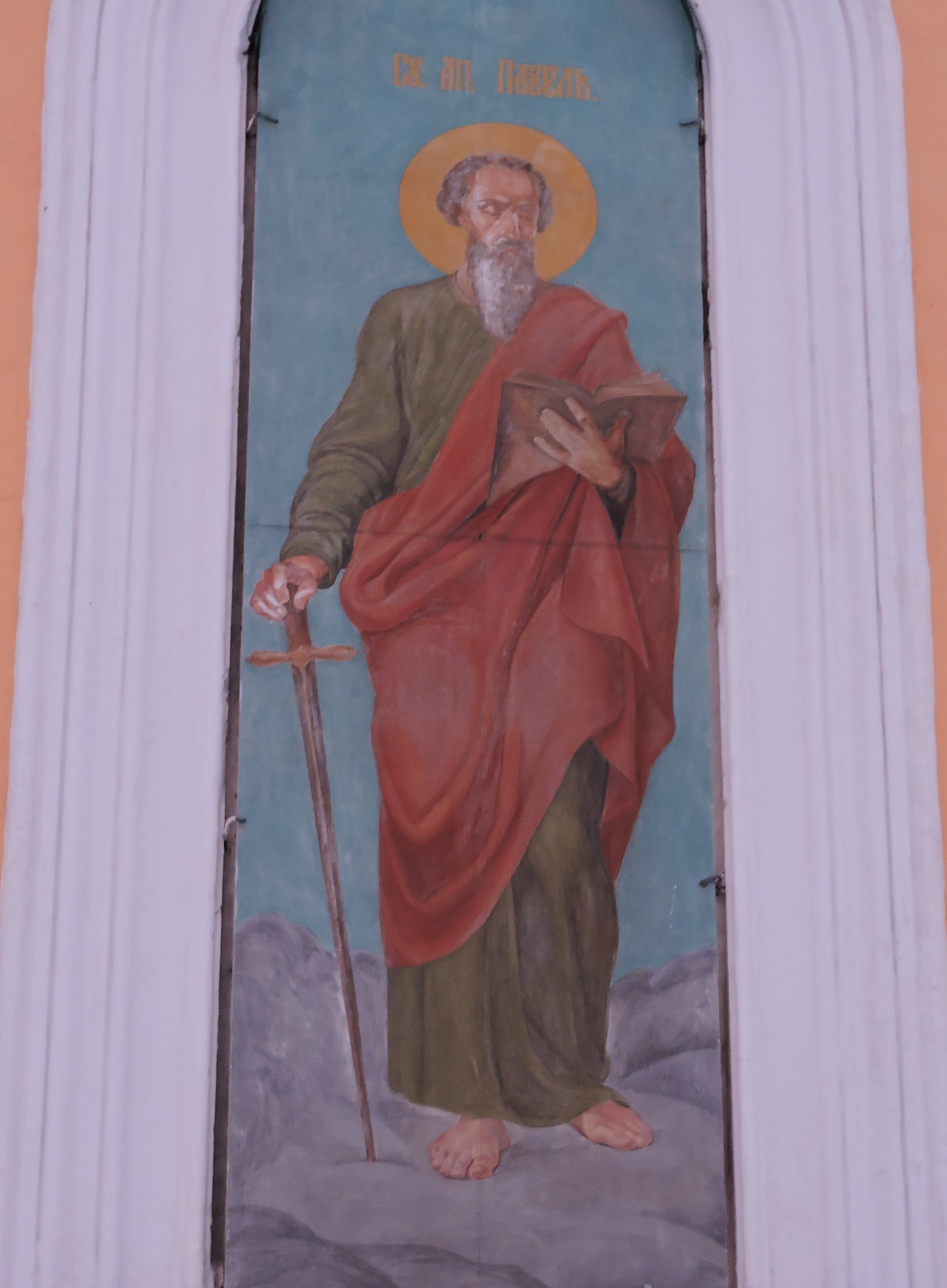
Изображение Апостола Павла на апсиде собора
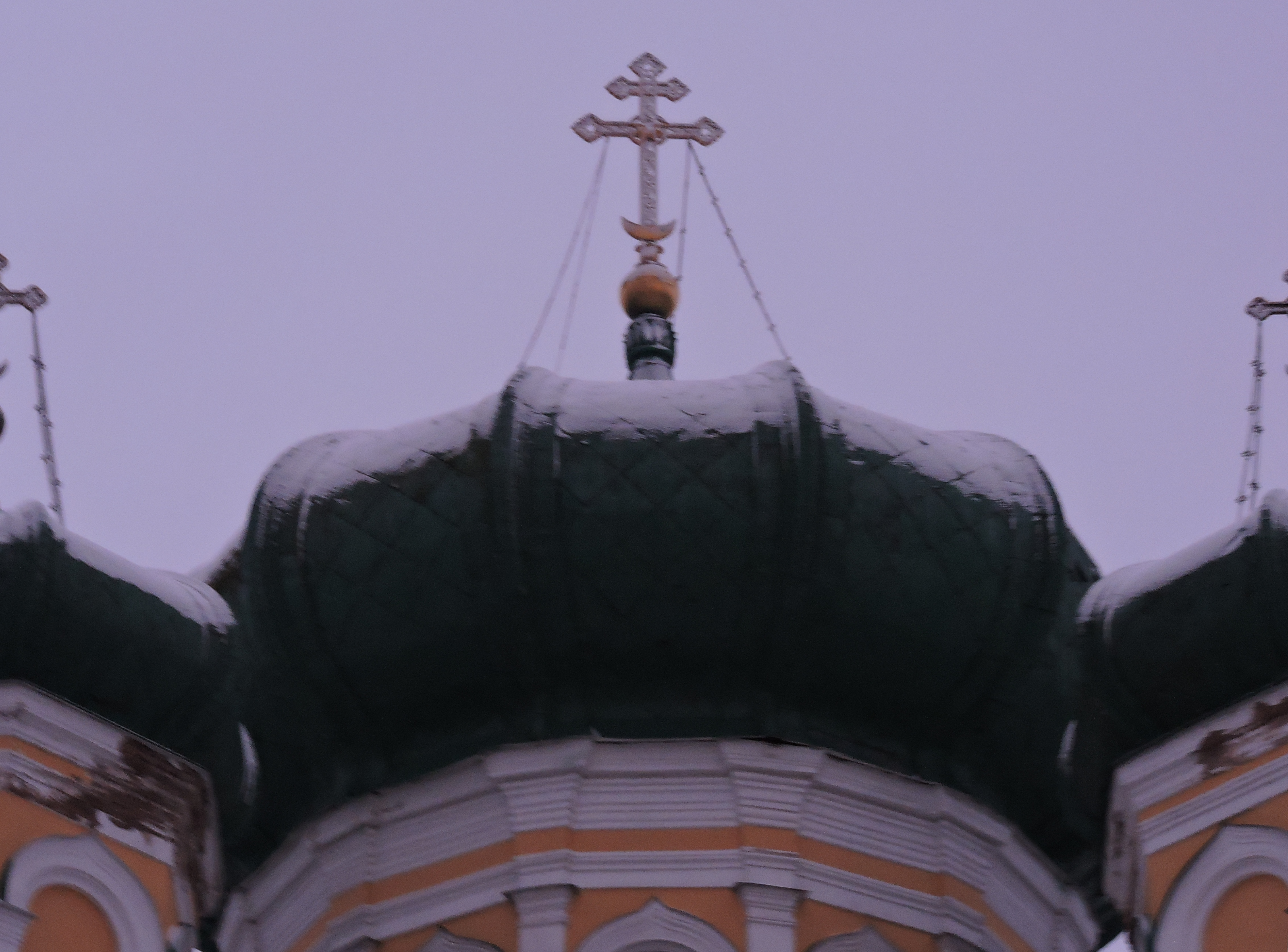
Купола собора
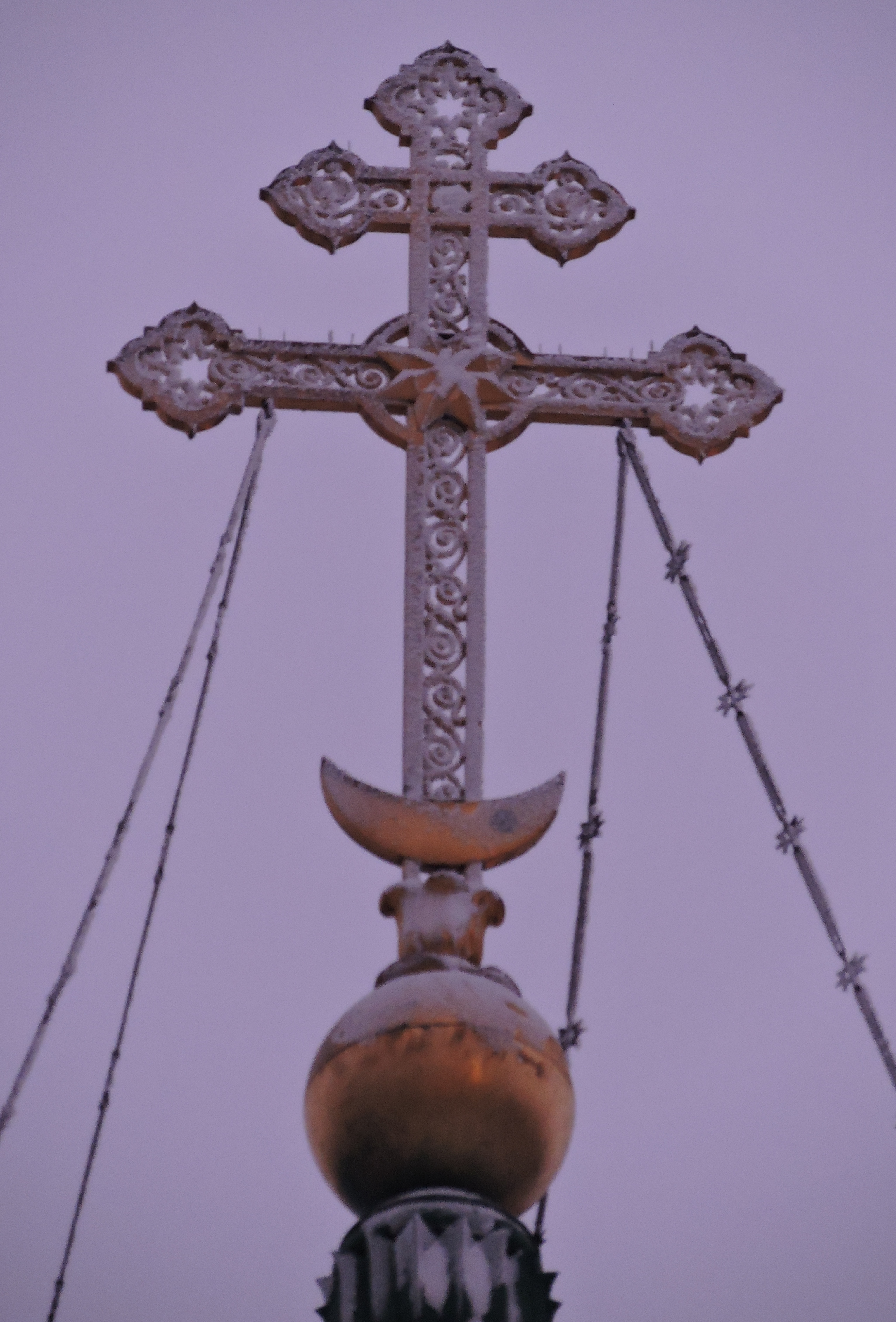
Крест на центральном куполе
Памятник малолетним узникам фашистских концлагерей
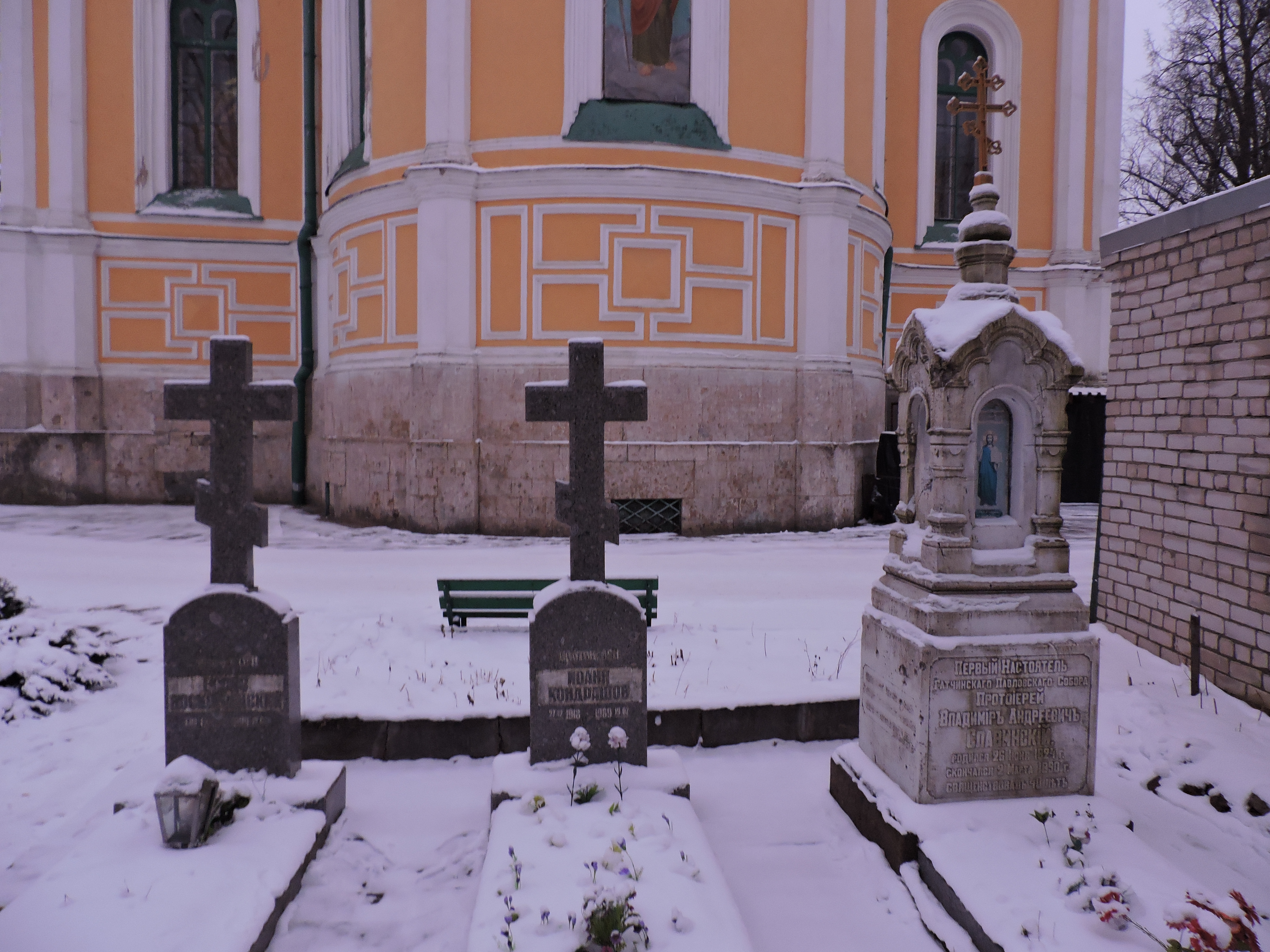
Некрополь собора Святого Павла
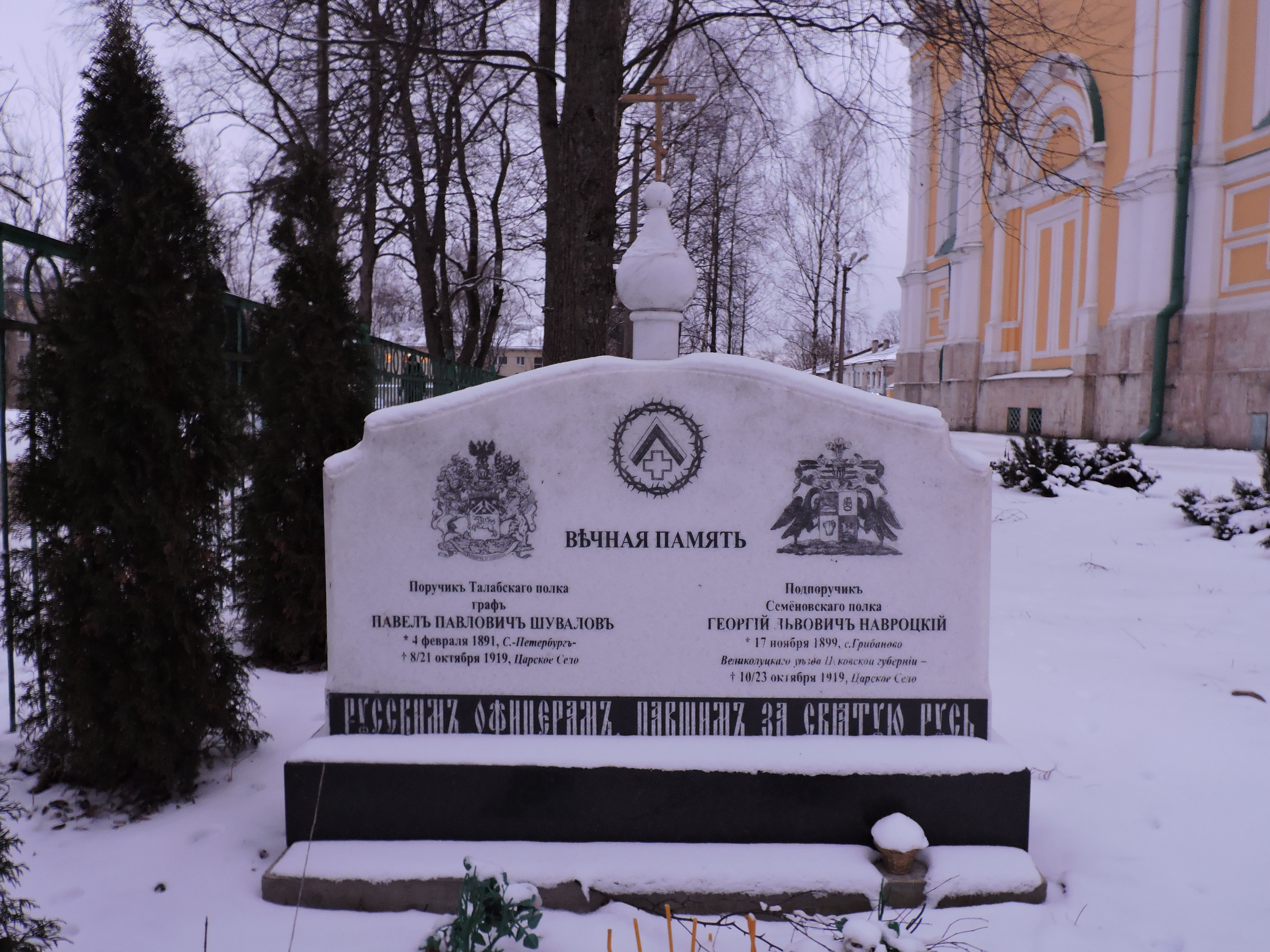
Памятник русским офицерам, павшим за Святую Русь